# 닥터 슬립 (소설)
《닥터 슬립》(Doctor Sleep)은 미국 작가 스티븐 킹이 2013년에 발표한 공포 소설이자 그의 1977년 소설 《샤이닝》의 속편이다. 이 책은 인쇄소설과 전자책 소설(통합), 하드커버 소설, 전자책 소설 부문에서 뉴욕타임스 베스트셀러 목록에서 1위를 차지했다. 닥터 슬립은 2013년 브램스토커 최우수 소설상을 수상했다.
이 소설은 미국에서 2019년 11월 8일 개봉된 동명의 영화(닥터 슬립 (영화))로 각색되었다.

## 출판
2012년 5월 8일, 스티븐 킹의 공식 웹사이트는 《닥터 슬립》의 잠정 출판일을 2013년 1월 15일로 발표했다. 이 책은 같은 날 선주문이 가능했으며 페이지 수는 544이고 ISBN은 978-1-4516-9884-8이다. 하지만 다음날 새로운 출시일이 다가온다는 설명과 함께 정확한 날짜가 삭제됐고, 예약판매 상품도 삭제됐다. 스티븐 킹은 소설의 현재 초안이 마음에 들지 않았고 편집이 많이 필요하다고 느꼈다. 2012년 9월 18일에 출판일이 2013년 9월 24일로 발표되었다. 시메트리 댄스(Cemetery Dance)는 또한 기프트 에디션(Gift edition, 1,750부로 제한), 리미티드 에디션(Limited edition, 700부로 제한), 레터드 에디션(Lettered edition, 52부로 제한)의 세 가지 버전으로 닥터 슬립을 한정판으로 출판했다. 2013년 3월 1일, 스티븐 킹의 공식 사이트는 책 표지를 공개했다.
2013년 8월 호더 앤 스토튼(Hodder & Stoughton)이 영국에서 출판하기 위해 수집가용 에디션을 발표했으며, 스티븐 킹의 서명이 있는 200부 한정판이 출시되었다.
엔터테인먼트 위클리 매거진 2013년 9월 13일호에 발췌문이 게재되었다.